# Prärielök
Prärielök eller nicklök (Allium cernuum) är en art i löksläktet och familjen amaryllisväxter som växer naturligt i Nordamerika, från södra Kanada till norra Mexiko. Arten kan odlas som trädgårdsväxt i Sverige och går också att äta.

## Beskrivning
Prärielöken är en flerårig tuvbildande ört med lök och korta jordstammar. Lökarna är smala och utdragna och sitter ofta flera tillsammans i ett gemensamt brunt eller grått, torrt lökskal. Bladen är 3–5, platta, kölade, solida, kvarsittande och gröna vid blomningen. Bladslidorna når inte över jordytan. Varje lök producerar en, två eller flera solida, svanhalslikt böjda stjälkar med hängande blomflockar och långt utstående ståndare. Blommorna är klocklika, 4–6 mm och sitter 8–35 stycken i flock. De är nickande, vita till rosa med gula ståndare.
Prärielöken har en förväxlingsart i den mycket närstående arten Allium stellatum.

## Utbredning
Arten är vildväxande i stora delar av Nordamerika, från södra Kanada till nordöstra Mexiko. Den föredrar soliga och torra miljöer. Prärielök är den art i löksläktet som har den största utbredningen i Nordamerika.

### Förekomst i Sverige
Det första belägget för förvildning i Sverige samlades 2017 på en vägslänt i korsningen Österleden och Fältarpsvägen i Helsingborg. Arten fanns kvar på lokalen 2020.

## Användning
Prärielök odlas för sina blommors skull ofta som prydnadsväxt utomhus, men hela växten är ätlig och har en kraftig löksmak, varför den även kan användas som grönsak och krydda.

## Synonymer
Enligt Wikispecies:
- Allium alatum Schreb. ex Roth
- Allium allegheniense Small
- Allium cernuum f. alba J.K.Henry
- Allium cernuum f. obtusum Cockerell
- Allium cernuum subsp. neomexicanum (Rydb.) Traub & Ownbey
- Allium cernuum subsp. obtusum (Cockerell) Traub & Ownbey
- Allium cernuum var. neomexicanum (Rydb.) J.F.Macbr.
- Allium cernuum var. obtusum (Cockerell) Cockerell
- Allium neomexicanum Rydb.
- Allium nutans Schult. & Schult.f., nom. illeg.
- Allium oxyphilum Wherry
- Allium recurvatum Rydb.
- Allium tricorne Poir.
- Calliprena cernua (Roth) Salisb.
- Cepa cernua (Roth) Moench
- Gynodon cernuum (Roth) Raf.
- Gynodon elliotii Raf.